# Porphyrinia siticuosa
Porphyrinia siticuosa är en fjärilsart som beskrevs av Lederer 1858. Porphyrinia siticuosa ingår i släktet Porphyrinia, och familjen nattflyn. Inga underarter finns listade i Catalogue of Life.